# CV-81
La CV-81 pertenece a la Red autonómica de carreteras de la Comunidad Valenciana, une las poblaciones de Onteniente y Yecla por Villena. Inicia su recorrido en el enlace con la A-7 en Onteniente, y finaliza en el límite con la Región de Murcia.

## Nomenclatura

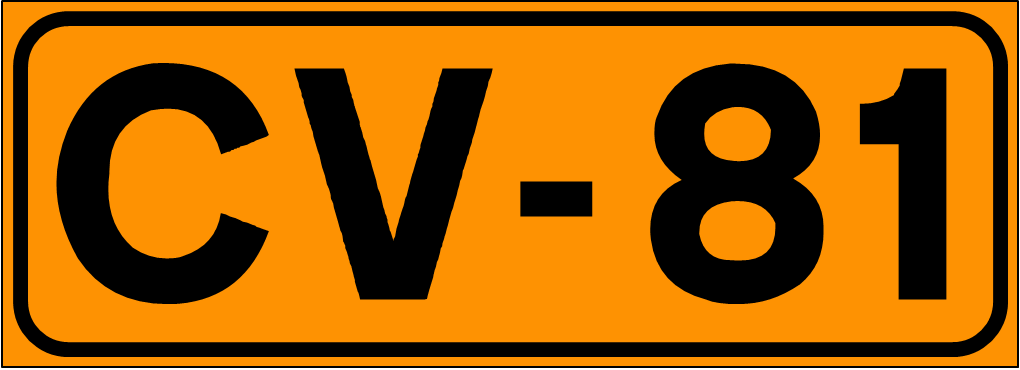
Indicador.

La CV-81 pertenece a la red de carreteras de la Generalidad Valenciana. Su nombre viene de la CV (que indica que es una carretera autonómica de la Comunidad Valenciana) y el 81, es el número que recibe dicha carretera, según el orden de nomenclaturas de las carreteras de la Comunidad Valenciana.

## Historia
La CV-81 estaba integrada por la antigua carretera comarcal C-3316 que unía Canals con Villena por Onteniente, y por la carretera comarcal C-3314 que unía Villena, Yecla, Jumilla, Calasparra y Caravaca de la Cruz, actualmente ambas carreteras comarcales se han unido en la misma carretera autonómica CV-81 en el trazado por la Comunidad Valenciana. El trazado murciano pasa a denominarse RM-425.

## Recorrido
La CV-81 es una carretera autonómica que inicia su recorrido en el enlace con la Autovía del Mediterráneo junto a la población de Onteniente, atraviesa dicha población. A continuación atraviesa la Sierra de Agullent, pasa por las población de Bocairente, entra en la Provincia de Alicante y pasa por las poblaciones de Bañeres, Benejama y Villena, en esta última enlaza con la Autovía de Alicante A-31 que une Madrid con Alicante, y finaliza en el límite con la Región de Murcia, a partir de este punto pasa a denominarse RM-425 dirigiéndose a la población murciana de Yecla.